# Ostrowy nad Okszą (gmina)
Ostrowy nad Okszą – dawna gmina wiejska istniejąca w latach 1952–1954 w woj. katowickim/stalinogrodzkim (dzisiejsze woj. śląskie). Siedzibą władz gminy były Ostrowy nad Okszą.
Gmina została utworzona 1 lipca 1952 roku w nowo utworzonym powiecie kłobuckim w woj. katowickim (od 9 marca 1953 pod nazwą woj. stalinogrodzkie) z części gmin Miedźno, Kamyk i Mykanów. W dniu powołania gmina składała się z 3 gromad: Borowa, Mazówki i Ostrowy nad Okszą.
Gmina została zniesiona 29 września 1954 roku wraz z reformą wprowadzającą gromady w miejsce gmin. Jednostki nie przywrócono 1 stycznia 1973 roku po reaktywowaniu gmin.
Uwaga: Nie mylić z dawną gminą Ostrowy (identyczny okres istnienia i przynależność wojewódzka).